# Nebulosa de vent de púlsar

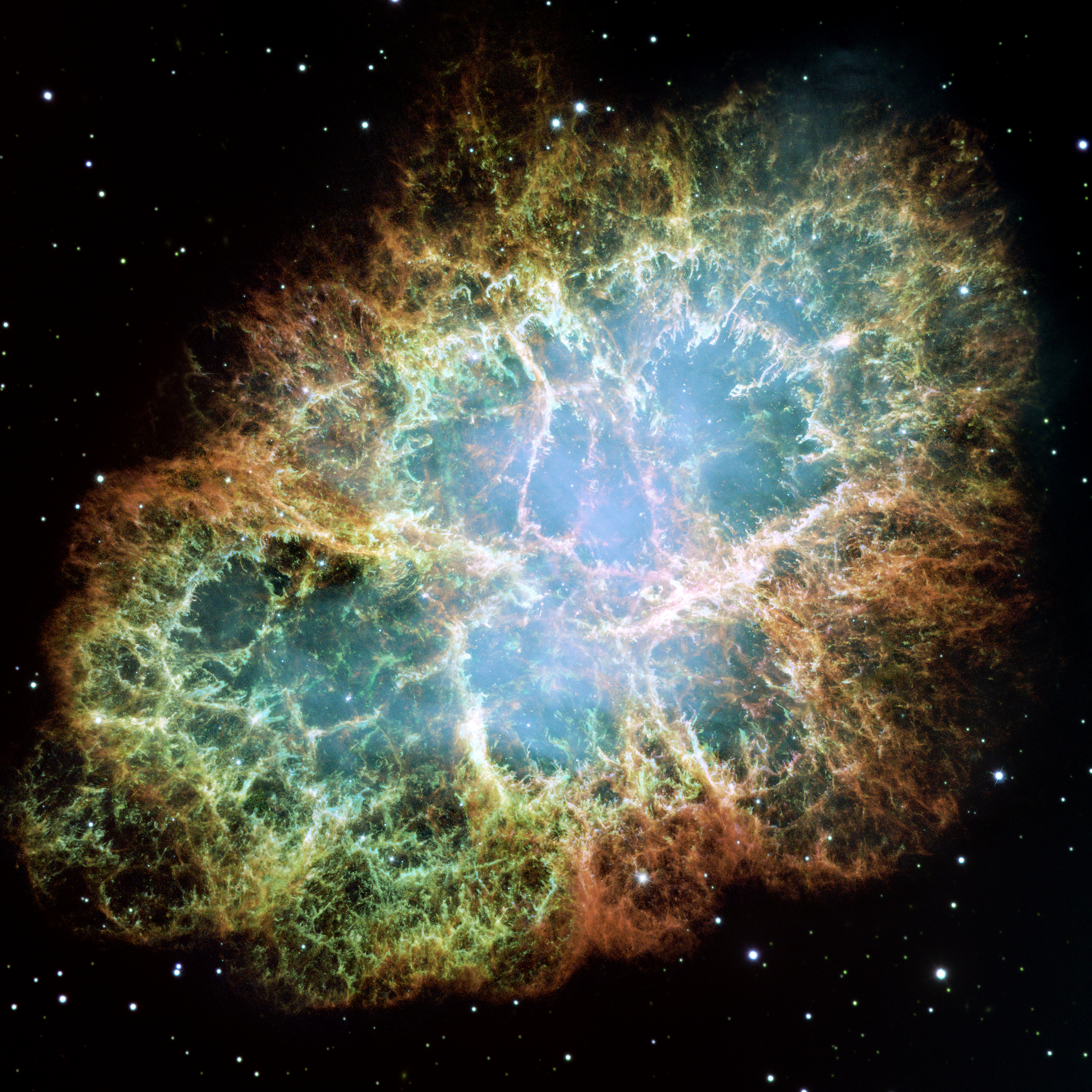
La Nebulosa del Cranc vist en l'òptica pel Telescopi Espacial Hubble, un exemple d'una nebulosa de vent de púlsar

Una nebulosa de vent de púlsar (també coneguda com a plerió, derivat de la paraula grega "πλήρης" ("pleres") significant "ple"—un terme encunyat per Weiler & Panagia [1978]) és una nebulosa impulsada pel vent púlsar d'un púlsar. En les primeres etapes (primers milers d'anys) de la seva evolució, les nebuloses de vent de púlsar es troben sovint a l'interior de les capes dels romanents de supernova. Tanmateix, les nebuloses de vent de púlsar també s'han trobat al voltant de púlsars més vells en els romanents de supernova que han desaparegut, incloses radiopúlsars mil·lisegons (per exemple Stappers et al., 2003).
Una nebulosa de vent de púlsar prototípica és la Nebulosa del Cranc (Hester et al. 2008).
Els vents de púlsars es componen de partícules carregades accelerades a velocitat relativista pel camp magnètic superfort de rotació ràpid del púlsar giratori. El vent de púlsar flueix en el medi interestel·lar, creant una ona de xoc permanent, on es desaccelera a una velocitat subrelativista. Més enllà d'aquest radi, l'emissió del sincrotró augmenta en el flux magnetitzat.
Les nebuloses del vent de púlsar solen mostrar les següents propietats:
- Una brillantor creixent cap al centre, sense una estructura tipus petxina com es veu en la majoria dels altres romanents de supernova.
- Un flux altament polaritzar i un índex espectral pla en la banda de radi, α=0–0.3. L'índex s'inclina a les energies de raigs X a causa de les pèrdues de radiació del sincrotró i en la mitjana té un índex de fotons de raig X d'1.3–2.3 (índex espectral de 2.3–3.3).
- Una mida de raigs X que és generalment més petit que la grandària del seu radi i òptica (a causa de vides del sincrotró més petites dels electrons d'energia més alta) (per exemple, Slane et al., 2000).[3]
- Un índex de fotons TeV en energies de raigs gamma de ~2.3.

Les nebuloses del vent de púlsar poden ser poderoses sondes de la interacció del púlsar amb el seu entorn; les seves propietats es poden utilitzar per inferir la geometria, l'energia i la composició del vent de púlsar, la velocitat espacial del púlsar pròpiament dit i les propietats del medi ambient (Gaensler & Slane 2006).